# Regalpapper
Regalpapper (äldre form  regalpapir, realpapir) är ett storformatigt papper med storlek 20x25 tum (motsvarande 508x635 mm). Papperet användes gärna för handritade kartor eller för konstruktionsritningar. Namnet härrör från latin regalis "kunglig". Det engelska namnet är paper royal och det tyska Regalpapier.